# グラ・カルヴァリア
グラ・カルヴァリア (ポーランド語：Góra Kalwaria [ˈɡura kalˈvarja]、イディッシュ語：גער Ger)は、 マゾフシェ県ピアセチュノ郡にあるヴィスワ川に面した町。

## 歴史
十三世紀から村として存在し、スウェーデン侵攻（通称「大洪水」）後に荒廃したものの、1666年に、ポズナンの司教ステファン・ヴィエジボフスキが所有者となって町の再建が進められた。中世エルサレムの地図に基づいて都市の景観は設計され、ゴルゴタの丘を模した宗教施設（カルヴァリア）は聖地巡礼者を呼び込んだ。また、ドミニコ会、ベルナルド会、エスコラピオス修道会などが招聘され、町には教会や礼拝堂が立ち並んだ。1670年にマグデブルク法が適用され、「ノヴァ・イェロゾリマ」（新エルサレム）という名で町は再始動した。ヴィエジボフスキの死後、教会や礼拝堂が取り壊され、町は徐々に衰退し、十九世紀末には都市権を喪失した。
町に居住を許されたのはカトリック教徒に限られていたが、十九世紀初頭にユダヤ人の居住禁止令が廃止されたことで、ユダヤ教徒が町の多数派を占めるようになった。グラ・カルヴァリアはポーランドにおけるハシディズムのもっとも重要な拠点の一つになり、ここを拠点とするハシディズムの一派は、町の名をとってゲル派と呼ばれた。1940年にドイツ軍によって町にゲットーが建設されたが、41年にゲットーが撤去されたため、ユダヤ系住民はワルシャワ・ゲットーに移送され、そこからトレブリンカ強制収容所に移送された。